# Galeria Sportu Bydgoskiego
Galeria Sportu Bydgoskiego – placówka muzealna w Bydgoszczy prezentująca historię, medale, trofea, sprzęt, wyposażenie i zdjęcia bydgoskich sportowców, którzy odnosili sukcesy w kraju i na świecie.
W momencie otwarcia w 2009 r. formalnie placówka była oddziałem Galerii Miejskiej BWA, obecnie zarządza nią Cywilno-Wojskowy Związek Sportowy "Zawisza" Bydgoszcz. Galeria była siedzibą Regionalnej Rady Olimpijskiej, odbywają się w niej także konferencje i zebrania związane z wydarzeniami sportowymi w Bydgoszczy.

## Lokalizacja
Galeria znajduje się w budynku frontowym, pod główną trybuną stadionu im. Zdzisława Krzyszkowiaka w Bydgoszczy. 

## Historia
Pomysł powstania muzeum powstał w sierpniu 2008 r. po przeprowadzonych w Bydgoszczy Mistrzostwach Świata Juniorów w Lekkoatletyce.
Zadecydowały o tym chęć upamiętnienia bogatych tradycji sportowych Bydgoszczy, dużej liczby klubów i zawodników odnoszących sukcesy w kraju, za granicą oraz na igrzyskach olimpijskich. 
Wkrótce po ogłoszeniu zamiaru utworzenia muzeum, wzbogaciło się ono o liczne eksponaty od klubów i osób prywatnych przekazywanych jako darowizny. 
Ustalono, że salą wystawienniczą  będzie nowo wzniesiony budynek administracyjny CWZS Zawisza na zmodernizowanym od podstaw stadionie im. Zdzisława Krzyszkowiaka przy ul. Gdańskiej. 
W latach 2008–2009 trwało zbieranie i opracowywanie zbiorów, zaś uroczystego otwarcia dokonano 10 czerwca 2009 r. 
W 2009 r. w Galerii została utworzona stała wystawa ok. 20 bydgoskich medalistów olimpijskich, a także galeria wioślarstwa bydgoskiego, którego miejskie tradycje są bardzo bogate. Oprócz medalistów olimpiad prezentowane są również inne wielkie postacie sportu związane z Bydgoszczą Planowane jest znaczne powiększenie zbiorów muzeum oraz ich ekspozycja w ciągach komunikacyjnych na całym stadionie przy ul. Gdańskiej, jak również na zewnątrz.

## Ekspozycja
W 2009 r. muzeum zawierało m.in.:
- materiały archiwalne na temat stadionu im. Zdzisława Krzyszkowiaka,
- medale olimpijskie bydgoskich sportowców, m.in.  Marka Leśniewskiego (srebrny medal IO w Seulu 1988), Teresy Ciepłej (brązowy na IO w Rzymie 1960, złoty i srebrny na IO w Tokio 1964), Bartłomieja Pawełczaka (srebrny medal IO w Pekinie 2008),
- archiwa i trofea bydgoskich klubów, m.in.:
  - puchary, trofea izby pamięci i archiwum fotograficzne CWZS Zawisza, w sumie 482 eksponaty, w tym 399 pucharów,
  - trofea KS Astoria, m.in. 165 pucharów i statuetek, oraz dyplomy, księgi pamiątkowe i taśmy VHS,
  - kroniki i zdjęcia archiwalne Bydgoskiego Towarzystwa Wioślarskiego,
  - eksponaty z Aeroklubu Bydgoskiego i  Automobilklubu Bydgoskiego,
  - trofea klubu Łączność, łącznie 36 pucharów i sztandar,
  - izbę pamięci Budowlanego Klubu Sportowego, łącznie 95 pucharów, 186 proporców, statuetki, fotografie, ryciny i 123 dyplomy,
  - trofea Kujawsko-Pomorskiego Szkolnego Związku Sportowego, łącznie 70 pucharów, 12 statuetek, 13 medali pamiątkowych i 118 fotografii,
- medale i trofea sportowców niepełnosprawnych,
- pamiątki, sprzęt i trofea medalistów olimpijskich m.in.:
  - Zdzisława Krzyszkowiaka – złotego medalisty IO w Rzymie 1960 w biegu na 3 km z przeszkodami,
  - Teresy Ciepłej - trzykrotnej medalistki olimpijskiej w lekkoatletyce (IO Rzym 1960, IO Tokio 1964),
  - Ryszarda Kubiaka - brązowego medalisty w wioślarstwie na IO w Moskwie 1980,
  - Sławomira Zawady – brązowego medalisty w podnoszeniu ciężarów na IO 1988 w Seulu,
  - Marka Leśniewskiego – srebrnego medalisty w kolarstwie na IO w Seulu 1988,
  - Dariusza Białkowskiego - dwukrotnego brązowego medalisty olimpijskiego w kajakarstwie na IO Barcelona 1992 i IO Sydney 2000,
  - Roberta Sycza – dwukrotnego złotego medalisty w wioślarstwie na IO w Sydney 2000 i IO w Atenach 2004,
  - Bartłomieja Pawełczaka i Miłosza Bernatajtysa - srebrnych medalistów w wioślarstwie na IO w Pekinie 2008,
  - Beaty Mikołajczyk - srebrnej medalistki w kajakarstwie na IO w Pekinie 2008.

Bezpośrednio po otwarciu w 2009 r. muzeum posiadało 774 puchary (największa kolekcja w Polsce) oraz 40 tys. fotografii.

## Zwiedzanie
Muzeum jest czynne od poniedziałku do piątku w godzinach 8.00-16.00. Wstęp jest bezpłatny.